# Ah Puch

Gravura maia que representa Ah Puch

O deus da morte (Ah Cimih, Yum-Kimil, Hun ahau) na mitologia maia é o deus e rei de Xibalba, o inframundo, que era o pior dos  nove infernos. Descrito como um esqueleto ou cadáver com um rosto de jaguar (ou boi) adornado com campainhas;
Corresponde ao quarto lugar, e pela ordem de sua representação, ao deus da morte, que aparece 88 vezes nos três manuscritos. Tem por cabeça uma caveira, mostra as costas desnudas e projeções da coluna vertebral; seu corpo está coberto de carne, e esta vemos inchada e coberta de círculos negros que sugerem a decomposição. 
Acessórios imprescindíveis do vestido do deus da morte são seus ornamentos em forma de cascavéis. Estas aparecem algumas vezes atadas a seus cabelos ou a faixas que lhe enfeitam os antebraços e as  pernas, mas às vezes estão presas a um colar em forma de gola. Estas cascavéis de todos os tamanhos, feitas de cobre e às vezes de ouro, foram encontradas em consideráveis quantidades durante a drenagem do Poço dos Sacrifícios de Chichén Itzá. Supõe-se que seja o lugar onde haviam sido jogadas as vítimas imoladas.
Ah Pouch, a antítese de Itzamná, tem como ele, os hieróglifos de seu nome, e é, depois deste, a única deidade que se distingüe desta maneira. O primeiro, representa a cabeça de um cadáver com os olhos cerrados pela morte, o segundo, a cabeça de deus mesmo, com o nariz truncado, mandíbulas descarnadas e como arma uma foice para os sacrifícios. Um sinal que se encontra associado frequentemente ao deus da morte é algo parecido a nosso sinal porcentagem (%). O deus da morte era a deidade paterna de Día Cimí, que significa "morte" em maia. 